# Kayke Rodrigues
Kayke Rodrigues (1 de abril de 1988) es un futbolista brasileño que juega como delantero en el Figueirense F. C. del Campeonato Brasileño de Serie C.
Jugó para clubes como el Flamengo, Vila Nova, BK Häcken, Tromsø IL, Aalborg Boldspilklub, Paraná, Nacional, ABC, Yokohama F. Marinos, Santos, Bahia y Fluminense.

## Trayectoria

### Clubes
| Club                       | País                   | Año       |
| -------------------------- | ---------------------- | --------- |
| C. R. Flamengo             | Brasil                 | 2007-2009 |
| Brasiliense F. C. (cedido) | Brasil                 | 2008      |
| Macaé E. F. C. (cedido)    | Brasil                 | 2009      |
| Vila Nova F. C.            | Brasil                 | 2009      |
| BK Häcken                  | Suecia                 | 2010      |
| Tromsø IL                  | Noruega                | 2010      |
| Aalborg Boldspilklub       | Dinamarca              | 2011-2013 |
| Paraná Clube               | Brasil                 | 2013      |
| C. D. Nacional             | Portugal               | 2014      |
| Atlético Goianiense        | Brasil                 | 2014      |
| ABC F. C.                  | Brasil                 | 2015      |
| C. R. Flamengo             | Brasil                 | 2015      |
| Yokohama F. Marinos        | Japón                  | 2016-2018 |
| Santos F. C. (cedido)      | Brasil                 | 2017      |
| E. C. Bahia (cedido)       | Brasil                 | 2018      |
| Fluminense F. C. (cedido)  | Brasil                 | 2018      |
| Goiás E. C.                | Brasil                 | 2019      |
| Qatar S. C.                | Catar                  | 2019-2020 |
| Umm-Salal S. C.            | Catar                  | 2020-2021 |
| Al-Khor S. C.              | Catar                  | 2021-2022 |
| Al Urooba Club             | Emiratos Árabes Unidos | 2022      |
| Sport Recife               | Brasil                 | 2022-2023 |
| Chapecoense (cedido)       | Brasil                 | 2023      |
| São Bernardo F. C.         | Brasil                 | 2024      |
| Figueirense F. C.          | Brasil                 | 2025-     |